# كريس تاونسند
كريس تاونسند (بالإنجليزية: Chris Townsend)‏ هو لاعب كرة قدم ومدرب كرة قدم بريطاني في مركز الهجوم، ولد في 30 مارس 1966 في Abertillery ‏ في المملكة المتحدة. لعب مع فوريست غرين وكارديف سيتي ونادي باث سيتي ونادي باري تاون يونايتد ونادي تشيلتنهام تاون لكرة القدم ونادي تون بينتري ونادي جامعة كارديف ميتروبوليتان ونادي غلوستر سيتي ونيوبورت كونتي ويوفل تاون.